# Địch Nhân Kiệt: Bí ẩn ngọn lửa ma
Địch Nhân Kiệt: Bí ẩn ngọn lửa ma (phồn thể: 狄仁傑之通天帝國; giản thể: 狄仁杰之通天帝国; Hán-Việt: Địch Nhân Kiệt chi Thông thiên đế quốc; tựa tiếng Anh: Detective Dee and the Mystery of the Phantom Flame) là một bộ phim điện ảnh Hồng Kông – Trung Quốc thuộc thể loại hành động – trinh thám – cổ trang về Địch Nhân Kiệt – một nhân vật lịch sử xuất chúng trong điện ảnh và sử sách Trung Quốc. Tác phẩm do Từ Khắc làm đạo diễn kiêm đồng sản xuất với phần chỉ đạo võ thuật do Hồng Kim Bảo đảm nhiệm. Dàn diễn viên chính trong phim bao gồm Lưu Đức Hoa, Lý Băng Băng, Lưu Gia Linh, Đặng Siêu và Lương Gia Huy.
Bộ phim được khởi quay vào tháng 5 năm 2009 đến tháng 2 năm 2010 tại phim trường Hoành Điếm (tỉnh Chiết Giang, Trung Quốc) và được công chiếu từ ngày 29 và 30 tháng 9 năm 2010 lần lượt tại Trung Quốc và Hồng Kông. Bộ phim cũng được công chiếu tại Việt Nam vào ngày 12 tháng 11 năm 2010. Ngoài ra, đây là bộ phim Hoa ngữ duy nhất được đề cử tranh Giải Sư tử vàng tại Liên hoan phim Venice diễn ra vào đầu tháng 9 năm 2010 tại Ý.
Bộ phim nhìn chung được giới chuyên môn đánh giá cao và giành sáu hạng mục tại Giải thưởng điện ảnh Hồng Kông lần thứ 30, bao gồm Đạo diễn xuất sắc nhất và Nữ diễn viên chính xuất sắc nhất. Sau thành công này, Từ Khắc tiếp tục làm thêm hai phần phim về Địch Nhân Kiệt, bao gồm Địch Nhân Kiệt: Rồng biển trỗi dậy (2013) và Địch Nhân Kiệt: Tứ đại Thiên Vương (2018).

## Nội dung
Tóm tắt
| “ | Ngay trước buổi lễ đăng cơ của nữ hoàng Võ Tắc Thiên, một số nhân vật quan trọng trong triều đình đột nhiên bị thiêu chết bằng những ngọn lửa kỳ bí phát ra từ bên trong cơ thể họ. Sự việc gây hoang mang tột độ trong lòng mọi người và đe dọa đến quyền lực của nữ hoàng. Trong tình thế cấp bách, Võ Tắc Thiên cho gọi Địch Nhân Kiệt - vị thám tử lừng danh bị đi đày từ tám năm trước, và ra lệnh cho anh điều tra nguyên nhân của những cái chết cũng như khám phá thế lực đen tối đằng sau chúng. | ” |

Đầy đủ
Vào năm 689 của nhà Đường, Võ Tắc Thiên sắp trở thành Nữ hoàng đầu tiên ở Trung Quốc bất chấp sự phản đối của các quan trong triều. Bà có một tượng Phật khổng lồ đang được xây dựng có thể nhìn toàn cảnh cung điện của mình ở Lạc Dương, nhưng một vị quan đang kiểm tra công trình thì bị thiêu chết bởi ngọn lửa bí ẩn phát ra bên trong cơ thể ông ta. Quan thanh tra Bùi Đông Lai và cấp trên của anh ta đến điều tra vụ việc và thẩm vấn người giám sát xây dựng tên Sa Đà, người trước đây từng ở tù sau khi tham gia một cuộc nổi loạn. Họ không tìm thấy chứng cứ gì và cấp trên của Đông Lai sau đó cũng bị chết bởi ngọn lửa phát ra trong cơ thể ông.
Nữ hoàng cho phép cựu thám tử và phiến quân Địch Nhân Kiệt ra tù sau khi Quốc sư tuyên bố rằng anh có thể điều tra bí ẩn đằng sau những ngọn lửa. Bà cử cận vệ thân tín của mình là Thượng Quan Tịnh Nhi đưa Nhân Kiệt ra khỏi nhà tù, nơi họ bị tấn công bởi một nhóm sát thủ. Nữ hoàng phong cho Nhân Kiệt làm thám tử triều đình và cho Tịnh Nhi đi theo làm trợ lý đồng thời giám sát anh. Tịnh Nhi cố gắng quyến rũ anh, nhưng bị phá đám bởi bọn sát thủ. Nhân Kiệt sau đó gặp được Vương gia Lý Tiêu. Khi Đông Lai đưa Nhân Kiệt và Tịnh Nhi đi kiểm tra các xác chết bị thiêu cháy, Nhân Kiệt suy luận rằng bọn hung thủ đã sử dụng chất độc bắt lửa khi tiếp xúc với ánh sáng mặt trời.
Đông Lai hợp tác với Nhân Kiệt trong cuộc điều tra của anh. Nhân Kiệt hội ngộ người bạn Sa Đà, người nghi ngờ chất độc là nọc độc của "bọ lửa". Ông hướng dẫn anh đến chỗ Uông Lư, người đang sống trong một mạng lưới hang động được gọi là "Thành phố ma". Đông Lai ra lệnh bắt giữ Sa Đà vì trước đây không nói điều này cho anh ta biết, nhưng Nhân Kiệt đã ngăn anh ta lại. Tại Thành phố ma, Nhân Kiệt, Đông Lai và Tịnh Nhi bị tấn công bởi một nhân vật bí ẩn dường như là Quốc sư. Sau khi Đông Lai và Tịnh Nhi chiến đấu với hắn, Đông Lai đã đuổi theo hắn đến Vô Cực Quan - nơi ở bất khả xâm phạm của Quốc sư. Uông Lư tiết lộ rằng ông từng là quan thái y của triều đình và đã cố gắng sử dụng bọ lửa làm thuốc. Khi nhận ra sự nguy hiểm thực sự của chúng, ông đã cải trang bằng cách sử dụng thuật chỉnh hình và bỏ trốn.
Lý Tiêu trả cây quốc trượng lại cho Nhân Kiệt, ông đã giữ nó suốt thời gian anh ở tù. Nhân Kiệt duy trì tính trung lập chính trị của mình và Lý Tiêu bị ám sát ngay sau đó. Nhân Kiệt nghi ngờ Quốc sư có liên quan, nhưng Nữ hoàng cảnh báo rằng anh sẽ bị giết nếu cố gắng vào Vô Cực Quan. Trong khi đó Đông Lai tìm thấy một tấm sơ đồ trong cuộc điều tra của mình, nhưng anh ta bị nhóm sát thủ bắt giữ. Tại Vô Cực Quan, Nhân Kiệt biết rằng Quốc sư chính là Tịnh Nhi cải trang bằng thuật chỉnh hình. Anh suy luận rằng Nữ hoàng đã sử dụng nhân vật Quốc sư để biện minh cho sự chuyên chế của mình. Tịnh Nhi tấn công Nhân Kiệt nhưng lại không muốn giết anh, sau đó cô dính bẫy của bọn sát thủ và bị trọng thương. Nhân Kiệt hoàn thành yêu cầu cuối cùng của Tịnh Nhi bằng cách đưa cô trở lại triều đình và cô đã chết trong vòng tay Nữ hoàng.
Nhân Kiệt tìm thấy Đông Lai nhưng không thể cứu anh ta. Trước khi chết, Đông Lai kêu Nhân Kiệt xem tấm sơ đồ trên yên ngựa, trong đó tiết lộ rằng Sa Đà chính là kẻ chủ mưu tất cả. Nhân Kiệt đối đầu với Sa Đà tại chỗ tượng Phật. Sa Đà lên kế hoạch giết Nữ hoàng bằng cách cho tượng Phật sụp đổ xuống cung điện để trả thù. Hắn đã giết chết hai vị quan sau khi họ phát hiện ra những thay đổi trong tượng Phật và giết chết Lý Tiêu vì ông đã xúc phạm hắn. Hắn chuẩn bị cho đội quân phản loạn của mình tấn công vào cung điện giết Nữ hoàng nếu bà còn sống sót sau vụ sụp đổ tượng Phật. Khi Nhân Kiệt và Sa Đà đánh nhau, trên người Nhân Kiệt bị ướt đẫm chất độc. Nhân Kiệt đã chuyển hướng sụp đổ của tượng Phật nên đích thân Sa Đà tiến đến lễ đăng cơ để giết Nữ hoàng. Anh sau đó đuổi theo Sa Đà và đổ chất độc lên người hắn, khiến hắn bị chết cháy dưới ánh sáng mặt trời.
Nhân Kiệt sau đó cứu Nữ hoàng thoát khỏi vụ sụp đổ tượng Phật và cảnh báo bà về đội quân phản loạn của Sa Đà. Nữ hoàng liền ra lệnh cho quân lính đi tiêu diệt quân phản loạn. Nữ hoàng hứa sẽ trở thành một vị vua công tâm và trả lại quyền lực cho nhà Đường khi triều đại của bà kết thúc. Nhân Kiệt từ chối lời đề nghị của Nữ hoàng về việc đảm nhận một chức quan trong triều đình, anh quyết định trở lại Thành phố ma, nơi anh sẽ cố gắng sống với Uông Lư và chất độc vô phương cứu chữa. Kết phim, Võ Tắc Thiên chính thức lên ngôi Hoàng đế từ năm 690, trở thành nữ vương duy nhất trong lịch sử Trung Hoa, trị vì cho đến hết năm 705. Sau này bà vẫn giữ lời hứa năm xưa với Nhân Kiệt.

## Diễn viên
- Lưu Đức Hoa vai Địch Nhân Kiệt - vị thám tử tài ba của nhà Đường.
- Lý Băng Băng vai Thượng Quan Tịnh Nhi - một nữ quan thân tín bậc nhất, là cánh tay phải của nữ hoàng. Nhân vật này được xây dựng dựa trên nhân vật lịch sử Thượng Quan Uyển Nhi, một nhà thơ, nhà văn và nữ quan của nhà Đường.
- Lưu Gia Linh vai Võ Tắc Thiên - nữ hoàng đầu tiên và duy nhất trong lịch sử Trung Hoa.
- Lương Gia Huy vai Sa Đà - nhân vật phản diện chính của bộ phim, người bạn chí cốt năm xưa của Địch Nhân Kiệt và từng là một quan thái y.
- Đặng Siêu vai Bùi Đông Lai - quan thanh tra tại nhà Đường.
- Diêu Lỗ vai Lý Tiêu
- Ngô Diệu Hán vai Uông Lư (gương mặt giả)
- Thái Địch La Tân vai Uông Lư (gương mặt thật)